# Triumph Group
 (janvier 2014).
Pour les articles homonymes, voir Triumph.
Triumph Group est un fabricant américain d'équipements aéronautiques, et en particulier d'aérostructures. Il est basé en Pennsylvanie. 
Triumph Group se classait en 2023 au 96e rang mondial pour la production d'armement.

## Historique
Triumph Group a été créé en 1993 par le rachat par des investisseurs privés des activités aérospatiales du conglomérat Alco Standard Corporation. La société est cotée sur le New York Stock Exchange depuis 1996. 
Triumph Group a réalisé plus d'une quarantaine d'acquisitions depuis sa création, en particulier auprès de Teleflex en 1995, de Boeing en 2002 ou de Parker Hannifin en 2003. 
En 2010, Triumph rachète son compatriote Vought Aircraft Industries et devient un fournisseur de rang 1 dans le secteur aérospatial. 

## Activité
Triumph Group est présent principalement aux États-Unis, mais aussi en Europe, en Asie (Thaïlande) depuis 2007 et au Mexique depuis 2010. 

### Quelques chiffres
|                                             | 2012   | 2011   | 2010 | 2009 | 2008 | 2007 | 2006 | 2005 | 2004 | 2003 | 2002 | 2001 | 2000 | 1999 | 1998 | 1997 | 1996 |
| ------------------------------------------- | ------ | ------ | ---- | ---- | ---- | ---- | ---- | ---- | ---- | ---- | ---- | ---- | ---- | ---- | ---- | ---- | ---- |
| Chiffre d'Affaires (en millions de dollars) | 3408   | 2905   | 1295 | 1240 | 1151 | 937  | 749  | 688  | 608  | 565  | 565  | 500  | 369  | 329  | 242  | 168  | 100  |
| Résultat Net (en millions de dollars)       | 281    | 150    | 68   | 88   | 63   | 47   | 35   | 11   | 18   | 37   | 49   | 39   | 35   | 33   | 25   | 11   | 10   |
| Nombre de salariés                          | 12.602 | 12.097 | 5991 | 6131 | 5572 | 5010 | 4034 | 3887 | 3883 | 3770 | 3554 | 3492 | 2584 | 2386 | 1949 | 1262 | 871  |